# Francisco José Ynduráin
Francisco José Ynduráin (* 23. Dezember 1940 in Benavente (Zamora); † 6. Juni 2008) war ein spanischer  theoretischer Physiker, der sich mit Quantenfeldtheorie, Eichtheorien und theoretischer Elementarteilchenphysik befasste. Yndurain war Professor an der Autonomen Universität Madrid.

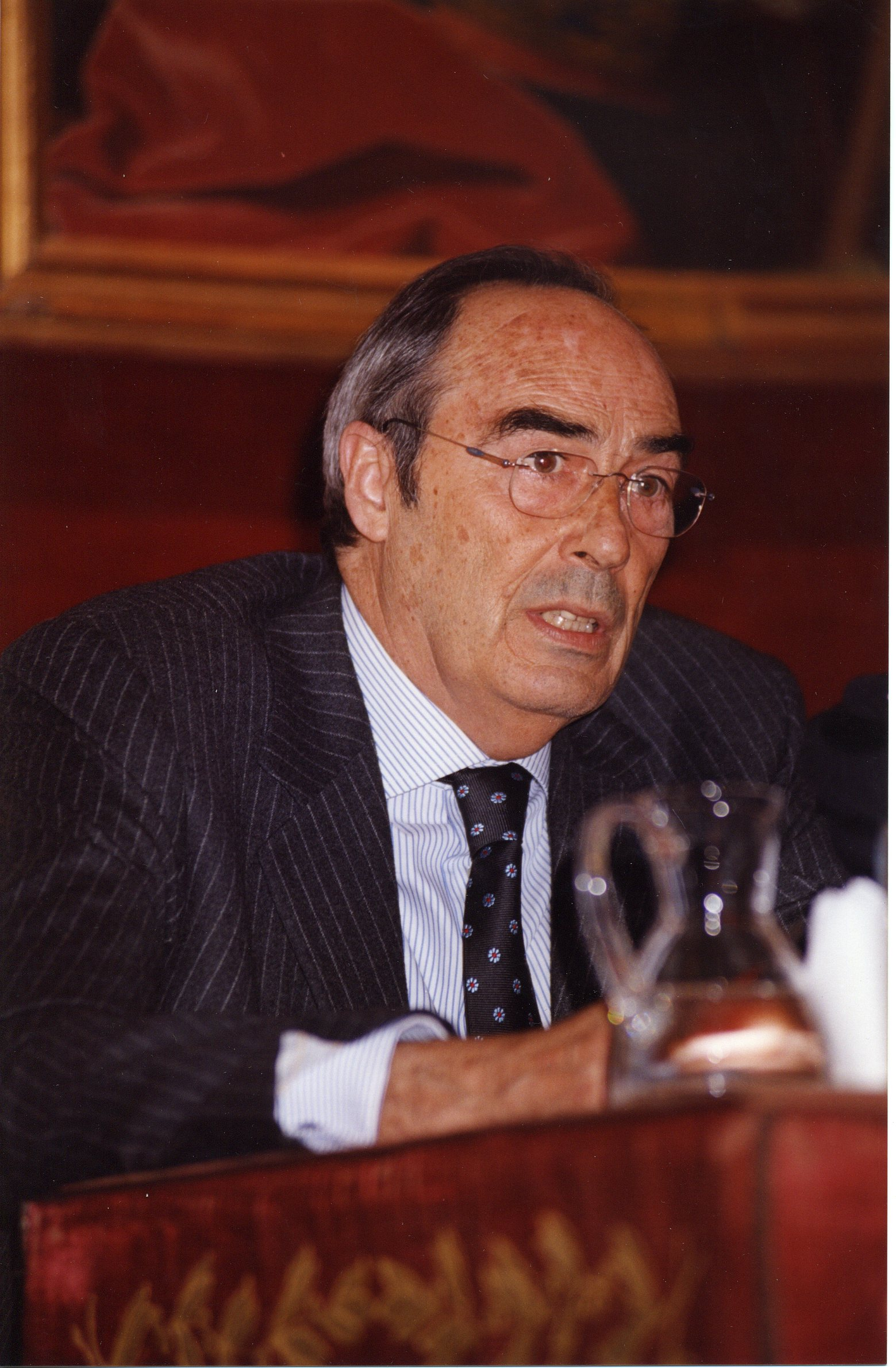
Yndurain 2005

Yndurain wuchs in Saragossa auf und studierte an der Universität Saragossa Mathematik mit dem Diplomabschluss 1962 und wurde dort 1964 in Physik promoviert. Als Post-Doktorand war er am CERN und ab 1966 Assistenzprofessor in Saragossa. Von 1966 bis 1968 war er an der New York University und danach bis 1970 am CERN. 1970 wurde er Professor an der Complutense Universität in Madrid und kurz darauf an der Autonomen Universität Madrid, wo er eine theoretische Teilchenphysik-Gruppe aufbaute.  1974 bis 1977 und 1981 bis 1984 war er Leiter der theoretischen Physik, 1975 Dekan und 1978 bis 1981 stellvertretender Universitätsrektor.
Er war häufig Gastwissenschaftler am CERN und 1988 bis 1994 in dessen Science Policy Komitee. Er war unter anderem Gastwissenschaftler in Caracas, an der Universität Paris-Süd, an der Universität von La Plata, in Groningen, der University of Michigan, in Marseille, dem Kuwait Institute of Scientific Research, am NIKHEF in Amsterdam, dem Brookhaven National Laboratory und an der Princeton University.
Von ihm stammt ein Standardlehrbuch der Quantenchromodynamik.
Er war seit 1992 Mitglied der königlich spanischen Akademie für exakte Naturwissenschaften und 2002 bis 2006 Vorsitzender von deren Abteilung Physik und Chemie. 2004 wurde er Generalsekretär des Instituto de España.

## Schriften
- Quantum Chromodynamics. An introduction to the theory of quarks and gluons, Springer Verlag 1983 (Neuauflagen als The theory of quark and gluon interactions, 4. Auflage Springer Verlag 2006)
- Relativistic quantum mechanics and introduction to field theory, Springer Verlag 1996